# Lucette Finas
Lucette Finas, née le 13 juillet 1921 à Grenoble, est une femme de lettres française. Elle mène une carrière de professeure de littérature et de conférencière, de critique littéraire et d'écrivaine.

## Biographie
Elle grandit à Grenoble dans une famille ouvrière, son père est cheminot, sa mère est gantière, dans le quartier populaire de la place Saint-Bruno. Remarquée par ses enseignants pour ses résultats scolaires excellents, grâce à la solide et sévère instruction que donne l’école primaire de son quartier, elle a la possibilité d'étudier au lycée, après l'école primaire supérieure, alors seule voie possible pour les enfants d'ouvriers. Elle fait par la suite des études supérieures puis universitaires. Elle est reçue deuxième à l'agrégation féminine de lettres en 1947, après s’être adonnée au grec et au latin, qu’elle croyait lui être interdits à jamais. Elle s'installe à Paris en 1950. 
Lucette Finas devient, peu après mai 1968, professeure à l'Université Paris-VIII, jusqu'en 1988. Elle soutient, en 1977, une thèse d'État : L'Acharnement comme principe et mode de lecture. Elle est connue comme spécialiste, entre autres, de Georges Bataille, Stéphane Mallarmé et Jacques Derrida. Elle collabore à une série de revues littéraires, en particulier à La Quinzaine littéraire.
Femme de lettres, elle travaille et échange, parmi beaucoup d'autres, avec Hélène Cixous, Jacques Derrida, Roland Barthes, Edmond Jabès, Nathalie Sarraute, Raymond Jean, Claude Mouchard, Pierre Pachet, Michèle Manceaux.

## Enseignement
Elle est d’abord professeur de lettres au lycée de Chambéry, puis à Lyon, enfin à Paris, où elle enseigne d’abord au lycée Molière, puis successivement en classes préparatoires à Claude-Monet, Victor-Duruy et Lamartine, de 1955 à 1962. 
Elle enseigne la littérature française moderne à l’université de Paris VIII Saint-Denis, alors Vincennes, de 1969 à 1988. Enseignante appréciée pour sa capacité à transmettre sa passion de la littérature, elle a notamment eu pour élèves Françoise Asso, Catherine Malabou, Armelle Héliot et Sylviane Agacinski, ainsi que le dramaturge Jean-Paul Alègre.
Certaines de ses conférences ont par la suite donné lieu à des articles, comme « L’Iris d’Horus », « La Charge », « Le Salut », publiés dans Le Bruit d’Iris.
Elle a aussi donné des conférences en littérature contemporaine, notamment comme professeur invitée, dans diverses universités des États-Unis, entre 1985 et 2000, notamment dans le cadre du programme Fulbright : à New York University, UCLA (University of California, Los Angeles), Harvard University en 1999, Cornell University (New York), Columbia, University of Buffalo, Université du Québec, Minneapolis, Yale.
Elle est directrice de programme au Collège international de philosophie, de 1992 à 1998.

## Critique littéraire
Elle a écrit près de 200 articles de critique littéraire, entre 1956 et 2009, principalement à La Quinzaine littéraire (de 1966 à 2009) dont elle a été par ailleurs membre du comité de rédaction. Elle écrit aussi dans une série d'autres revues littéraires, comme Poésie, Critique, Tel Quel, Esprit, La Nouvelle Revue française de 1959 à 1979. Elle écrit aussi ponctuellement dans des journaux comme Le Monde ou Libération.
Son travail de critique a porté en particulier sur Stéphane Mallarmé, Georges Bataille, Honoré de Balzac, Marcel Proust, Sade, Marguerite Yourcenar.

## La lecture comme acharnement
Son abondant travail critique a notamment exploré l’œuvre d’auteurs alors peu lus de la masse des lecteurs, tels Stéphane Mallarmé et Maurice Blanchot. Elle a publié à partir de 1959 dans les revues littéraires et journaux NRF, Lettres nouvelles, L’Action, Tel Quel, La Quinzaine littéraire, Critique, Le Nouveau Recueil, Poésie (la revue de Michel Deguy), Le Magazine littéraire (sur l'écriture de Balzac), L’Indice, Romantisme, Libération. 
Après 1968, le mot “critique”désigne, par prédilection, le déchiffrement et le travail sur le texte. La critique littéraire de Lucette Finas développe une lecture qu’on pourrait dire pénétrante, qui recherche non pas ce que l’auteur a « voulu dire », si tant est qu’il ait un vouloir dire défini, mais les ambiguïtés du texte, le travail de la forme et du rythme, voire, ce qui est nouveau et va enchanter Barthes, sa vitesse et les relations que le texte peut engager avec d’autres textes.  
Son approche nouvelle consiste aussi à ne pas se limiter au sens qu’on entrevoit au texte, mais à la forme multiple que peut prendre ce sens s’il existe. 
Elle propose un travail d'épuisement du texte, au moyen d'une lecture attentive, cultivée et systématique. Ce travail permet d'atteindre une compréhension étendue des résonances se dégageant du texte, à la fois celles voulues par l'auteur, mais également d'aller au-delà de la volonté consciente initiale de l'auteur, le lecteur apportant sa propre subjectivité au texte. Cette lecture est transversale, en multipliant les approches, les disciplines, les lectures, au point qu'il s'agit à proprement parler d'un acharnement du lecteur face à son texte. 
Cette lecture qu'elle propose devient alors « résonance » d'un contexte plus large, de son environnement culturel, de son époque, résonance que le lecteur est amené à alimenter de ses propres lectures. 

## Écrivain
Lucette Finas développe, dans des récits comme Le Meurtrion (1968) ou Donne (1976), une écriture attachée à un démontage, comique sous ses airs de rigueur, de certains faits de syntaxe et de morphologie.
Non philosophe mais lectrice de Jacques Derrida et d’Hélène Cixous, elle s’inspire de la déconstruction pour questionner, dans ses romans et nouvelles, l’ordre de la loi. Les personnages semblent passer sur ou sous la loi comme si celle-ci était à la fois une barre d’interdiction rigide et un simple trait laissant toute place à la transgression.
Son premier roman, L’Échec (1958), met magnifiquement en lumière cette présence-absence de la loi en mettant en scène l’impuissance tragique d’un mari à convaincre sa femme de l’horreur de la Shoah.
Dans sa dernière œuvre intitulée La Dent du renard (2008), on retrouve cette économie de la cruauté. Le dialogue avec les morts est aussi une constante de cette œuvre. Des textes comme Précaire (2000) représentent des plongées au cœur des époques et êtres disparus qui revivent de façon tout à fait particulière, donnant à l’écriture de Lucette Finas cette caractéristique d’être une voix mêlée d’ultra-contemporanéité et de temps anciens, qui reconduisent parfois jusqu’à la Rome antique.

## Œuvres

### Romans
- Les Chaînes éclatées, Paris, Mercure de France, 1955.
- L'Échec, Paris Le Seuil, 1958. Réédition par Farrago - Léo Scheer, 2002.  (ISBN 978-2844901064).
- Traduction The Faithful Shepherd, traducteur Ralph Manheim, New York, Pantheon Books, 1963. (ASIN B0006AYEGA).
- Le Meurtrion, Paris, Le Seuil, 1968.
- Donne, Paris, Le Seuil, 1976.  (ISBN 978-2020044936).
- Une mère à réparer, Paris, Galilée, 1993.  (ISBN 978-2718604282).
- Précaire, Paris, éd. Digraphe, 2000.  (ISBN 978-2842370268).
- Parlez-moi de vous !, Paris, éd. Farrago - Léo Scheer, 2003.  (ISBN 2-84490-138-7 et 978-2-84490-132-3).
- La Dent du renard, Paris, Gallimard, 2008.  (ISBN 978-2070121083).

### Essais
- La Crue. Une lecture de Bataille : “Madame Edwarda”, Paris, Gallimard, coll. « Le Chemin », 1972.
- Le Bruit d'Iris, préface de Roland Barthes, Paris, Flammarion, 1978.  (ISBN 978-2080625083).
- La Toise et le vertige, Paris, éditions des femmes, 1986 (dont Mallarmé : Troisième brouillon des Noces d'Hérodiade ).  (ISBN 978-2721002914).
- Text as Resonance, Modern Critical Readings in Diderot, Sade, Balzac, and Villiers De L'isle-Adam. Traduction et introduction : Annwyl Williams, ed. Edwin Mellen Press, Lewiston (NY), 2003,  (ISBN 0-7734-6756-4 et 978-0-7734-6756-9).
- Le Toucher du rayon. Proust, Vautrin et Antinoüs, Paris, éd. Nizet, 1996.  (ISBN 978-2707812179).
- Centrale pureté. Quatre lectures de Mallarmé, Paris, Belin, 1999.  (ISBN 978-2701126395).
- Mallarmé ou le papillon blanc, Paris, Farrago - Léo Scheer, 2004.
- Mallarmé, le col, la coupe, Paris, Belin, 2006.

### Autobiographie
- Parlez-moi de vous !, Paris, Farrago - Léo Scheer, 2003[4].

Contribution à divers ouvrages, dont :
- Écarts : quatre essais à propos de Jacques Derrida, Paris, Fayard, 1973, pp. 303-312.
- Simone de Beauvoir, ou les chemins de la liberté, Paris, Bibliothèque Nationale de France, 2002.

### En marge
- Le meurtre de l’écolière, Écarts : quatre essais à propos de Jacques Derrida, Paris, éd. Fayard, 1973.
- Marguerite Yourcenar, lectrice et juge de son œuvre, Paris, éd. BNF, 2002.

### Sur Lucette Finas
- Littérature, N° 30, Mai 1978, Daniel Weyl, "Pour une descente en Hell", article sur Donne, pp. 99-110.
- Enclitic, printemps 78, "For a Descent into Hell", version anglo-américaine du précédent, pp. 97-108.
- World Literature Today, hiver, 1980, Jerry Aline Flieger, article sur Le bruit d'Iris, pp. 70-71.
- Oxford Literary Review, Volume 5, numbers 1-2, 1982, Roland Barthes, "A Question of Tempo to Lucette Finas", pp. 150-153.
- Enclitic, automne, 1982, Christian Priget, article sur Le bruit d'Iris, pp. 44-49.
- French Studies, Volume 52, number 2, 1998, Michael Tilby, article sur Le toucher du rayon: Proust, Vautrin et Antinoüs, pp. 221-222.
- Mariolina Bongiovanni Bertini (2007). Sulle montagne russe della lettura.  (ISBN 88-87657-30-0). FIRENZE: Le Càriti (ITALY). n.7 di Logos, Biblioteca di saggistica diretta da Mascia Cardelli.

## Prix
En 2007, Lucette Finas reçoit le prix Henri-Mondor de l'Académie française pour l'ensemble de ses travaux sur Mallarmé.

## Sources

### Interviews
- Interview vidéo à La Quinzaine Littéraire, partie 1 : "Je m’intéressais beaucoup à Foucault et Derrida"
- Interview vidéo à La Quinzaine Littéraire, partie 2: "La Quinzaine représentait un écho de ce qui se passait"
- Interview vidéo à La Quinzaine Littéraire, partie 3: "Le monde littéraire français d’aujourd’hui ? Je le vois comme un éparpillement"